# Entolomataceae
Famille
Les Entolomataceae sont une famille de champignons basidiomycètes. Cette famille, riche de plus de 1500 espèces est présente dans le monde entier depuis les zones arctiques jusqu'aux tropicales. Très variable, tant en termes de morphologie des basidiomes que de biologie microscopique, ses espèces sont regroupées pour leur spores roses et anguleuses ainsi que par leurs lames jamais libres.
La systématique traditionnelle de cette famille comprend trois principaux genres agaricoïdes: Rhodocybe, Clitopilus et Entoloma ; ce dernier étant parfois divisé en plusieurs genres ou sous-genres. En outre, il existe trois autres genres non agaricoïdes et plus petits, à savoir, le genre monotypique cyphelloïde Rhodocybella, le genre sécotioïde Rhodogaster  et le genre gastéroïde Richoniella.

## Description et taxinomie
Cette famille se distingue par quatre caractères précis : le chapeau non séparable du pied, des lames non libres (mais parfois sublibres), et une sporée de couleur rose à rosâtre et des spores anguleuses. Les trois genres suivants se distinguent notamment par :
- des lames adnées à échancrées pour le genre Entoloma et des spores décorées d'un réseau de crêtes interconnectées. Elles sont anguleuses sous tous les angles.
- des lames adnées à décurrentes pour le genre Rhodocybe et des spores ornées de bosses et de crêtes ondulées. Elles sont faiblement anguleuses en profil et en vue de face, et anguleuses en vue polaire.
- des ames décurrentes pour le genre Clitopilus et des spores ornées de crêtes longitudinales.

## Clade des Entolomataceae

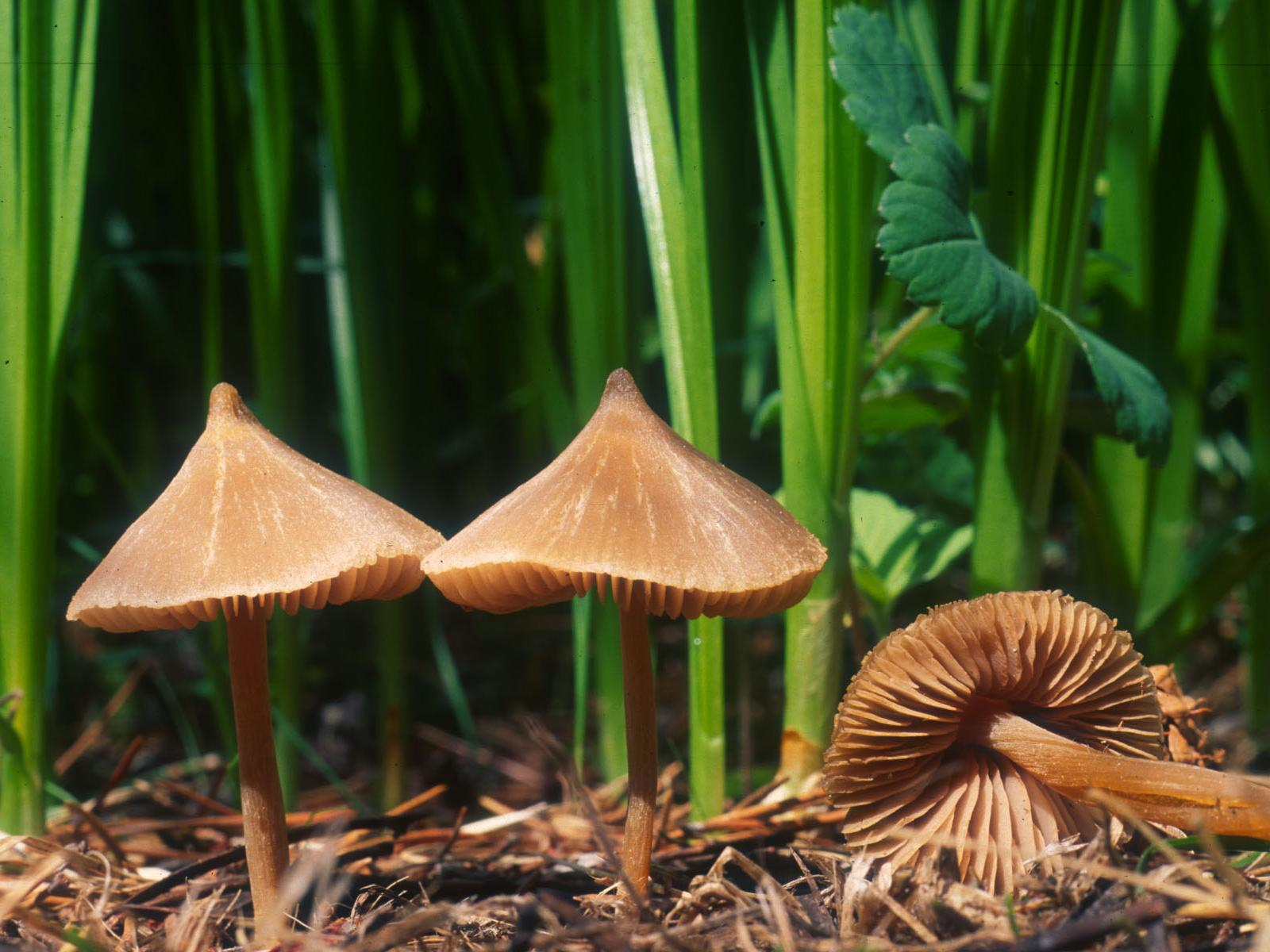
Nolanea holoconiota

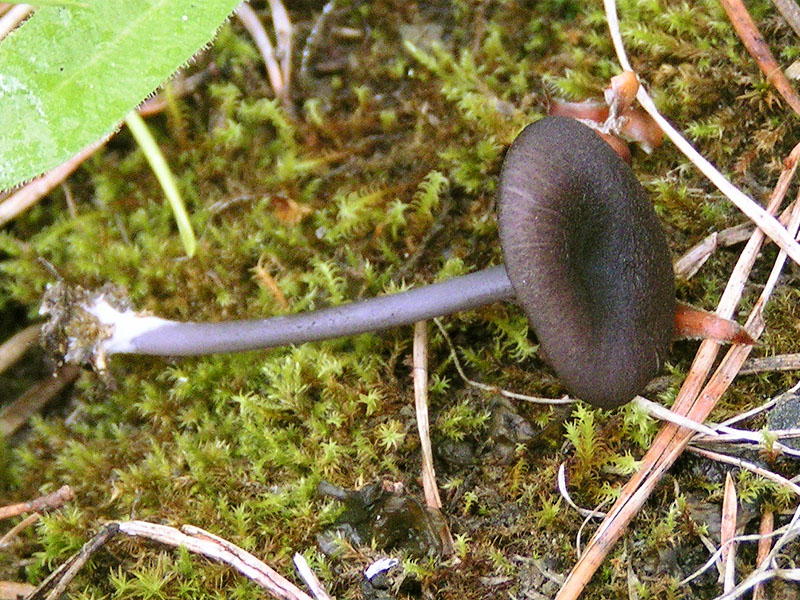
Leptonia mougeotii

- Agaricomycètes
  - Boletales, Clade des Bolets
  - Agaricales, Clade des Euagarics
    - Clade IV Marasmioïde
    - Clade V Tricholomatoïde
      - Mycenaceae
        - Tricholomataceae
          - Clitocybae
          - Tricholomateae

        - Entolomataceae
          - Rhodocybe mundula
          - Clitopilus ssp.
            - Clitopilus prunulus

          - Entoloma sinuatum
          - Entoloma prunuloïdes
          - Entoloma ssp
            - Nolanea stricta
            - Nolanea sericea
            - Nolanea holoconiota
            - Nolanea ssp
              - Leptonia canescens
              - Leptonia ssp
                - Inocephalus spp

        - Lyophyllaceae

## Genres subordonnés
D'après la 10e édition de Dictionary of the Fungi (2007), cette famille était constituée des genres suivants, la phylogénétique lui a ajouté les genres Leptonia et Nolanea.
- Clitopilus
- Entoloma
- Leptonia
- Nolanea
- Pouzarella
- Rhodocybe
- Rhodocybella
- Rhodogaster
- Richoniella